# Zwartbuikstormvogeltje
Het zwartbuikstormvogeltje (Fregetta tropica) is een vogel uit de familie van de zuidelijke stormvogeltjes.

## Kenmerken
Het zwartbuikstormvogeltje heeft een donkere rug en kop. De onderzijde is wit, behalve de borst, die zwart is. Op zijn buik loopt een zwarte streep. De lichaamslengte bedraagt 20 cm, de spanwijdte 46 cm en het gewicht 43 tot 63 gram.

## Leefwijze
Het voedsel bestaat uit plankton, kleine vissoorten en zeeschaaldieren.

## Voortplanting
Het zwartbuikstormvogeltje nestelt in holten in puinhellingen en in legers. Hij broedt tussen december en februari. Het vrouwtje legt één ei dat gedurende 35 tot 44 dagen bebroed wordt. Na 65 tot 71 dagen is de jonge vogel zelfstandig.

## Verspreiding en leefgebied
Deze circumpolaire soort broedt op het Antarctisch Schiereiland en op vele subantarctische eilanden van Zuid-Georgia tot Nieuw-Zeeland. Verspreidt zich buiten het broedseizoen over alle oceanen bijna tot de evenaar.
Er worden twee ondersoorten onderscheiden:
- F. t. tropica: Antarctica en circumpolaire subantarctische eilanden.
- F. t. melanoleuca: Tristan da Cunha en mogelijk Gough.

## Bedreiging
Op sommige eilanden worden ze bedreigd door uitheemse katten en ratten. Late sneeuwval kan de holten waarin ze nestelen blokkeren waardoor ze de kuikens niet kunnen voeden.

## Status
De grootte van de populatie is in 2004 geschat op 500 duizend volwassen vogels. Op de Rode lijst van de IUCN heeft deze soort de status niet bedreigd.